# Maksymilian Nędza
Maksymilian Nędza (ur. 29 maja 1872 w Zawodziu, zm. 17 września 1933 w Katowicach-Zawodziu) – powstaniec śląski, członek Polskiej Organizacji Wojskowej Górnego Śląska.

## Życiorys
Nędza był właścicielem restauracji w Zawodziu, w górnośląskiej gminie Bogucice. Walczył w armii niemieckiej podczas I wojny światowej. W 1919 wstąpił do Polskiej Organizacji Wojskowej Górnego Śląska i walczył w powstaniach śląskich. Po pierwszym powstaniu śląskim znalazł się w obozie dla internowanych w Szczakowej, a w trakcie II powstania śląskiego brał udział w rozbrajaniu oddziału Grenzschutzu na terenie Zawodzia. Podczas III powstania śląskiego dowodził trzecim batalionem 3 Katowickiego Pułku Piechoty im. Jarosława Dąbrowskiego. Brał udział w walkach pod Zimną Wódką. 
W okresie międzywojennym był prezesem miejscowego oddziału Związku Powstańców Śląskich w Zawodziu. Za propolską działalność w latach 1919–1921 został odznaczony Krzyżem Niepodległości, Krzyżem Walecznych, Krzyżem Zasługi na Śląskiej Wstędze Waleczności, Srebrnym Krzyżem Zasługi oraz Gwiazdą Górnośląską.